# Eremophila lactea
Eremophila lactea är en flenörtsväxtart som beskrevs av R.J. Chinnock. Eremophila lactea ingår i släktet Eremophila och familjen flenörtsväxter. Inga underarter finns listade i Catalogue of Life.